# Biserica Norvegiei

Harta diecezelor norvegiene.

Biserica Norvegiană (în norvegiană Den norske kirke) este o biserică de stat protestantă, în fruntea căreia se află Regele Norvegiei, iar Storting este organismul legislativ suprem. Familia Regală are obligația de a practica religia evanghelică-luterană.

## Administrare și organizare
În practică, Regele este răspunzător, în cadrul Consiliului, de controlul guvernamental general asupra Bisericii. Ministerul Culturii și Cultelor a primit responsabilitatea administrativă, în timp ce Storting (Adunarea Națională Norvegiană) trebuie să adopte legislația în materie de religie și bugetele aferente. Toți episcopii și parohii sunt numiți de Guvern. Organismul ecleziastic suprem este Sinodul General.
Biserica Norvegiană este organizată în 11 dieceze (episcopii):
- Arhidieceza de Nidaros
- Dieceza de Bjørgvin
- Dieceza de Oslo
- Dieceza de Stavanger
- Dieceza de Hamar
- Dieceza de Nord-Hålogaland
- Dieceza de Agder og Telemark
- Dieceza de Tunsberg
- Dieceza de Sør-Hålogaland
- Dieceza de Borg
- Dieceza de Møre